# Jarosław Jaros
Jarosław Bartosz Jaros (ur. 2 stycznia 1978 w Zgorzelcu) – polski artysta estradowy, aktor kabaretowy, autor tekstów i piosenek. 
W latach 2001–2019 współtworzył kabaret Grzegorz Halama Oklasky, występuje także solowo z autorskimi piosenkami z programem „Chyba piosenki”. W Zielonej Górze od 1998 roku. Jest związany z Zielonogórskim Zagłębiem Kabaretowym, wytwórnią filmową A’Yoy oraz tworzącym się ruchem stand-upowym w Polsce. W 1998 założył kabaret Słuchajcie, którego był liderem i członkiem do października 2003 r.

## Dyskografia
Jarosław Jaros - Na dobry początek (EP)(2015)
Jarosław Jaros - Robię swoje (singiel)(2016)

## Filmografia

### Aktor
- 2003 - Baśń o ludziach stąd jako: pijak, kierowca

### Dubbing
- 2007 - Było sobie porno – różne głosy

## Nagrody
- 1999 - Wyróżnienie - Festiwal Teatrów i Kabaretów Studenckich „Wyjście z cienia” - Gdańsk (kabaret Słuchajcie)
- 2000 - Nagroda za najlepsze wykonanie skeczu - V „„Ryjek”” (Rybnicka Jesień Kabaretowa) (kabaret Słuchajcie)
- 2001 - II miejsce – XVII Przegląd Kabaretów PaKA (kabaret Słuchajcie)
- 2001 - Nagroda specjalna za „walkę z nietolerancją” w skeczu „Debata” - XVII Przegląd Kabaretów PaKA (kabaret Słuchajcie)
- 2002 - II miejsce – Siedlecka Noc Kabaretowa (kabaret Słuchajcie)
- 2003 - I miejsce – KOKS - Kielce (kabaret Słuchajcie)
- 2005 - I miejsce – X Rybnicka Jesień Kabaretowa „„Ryjek”” (kabaret Grzegorz Halama Oklasky)
- 2011 - Wyróżnienie - II Wędrowny Przegląd Piosenki „Polana” (Jarosław Jaros solo)